# Hanfried Lenz

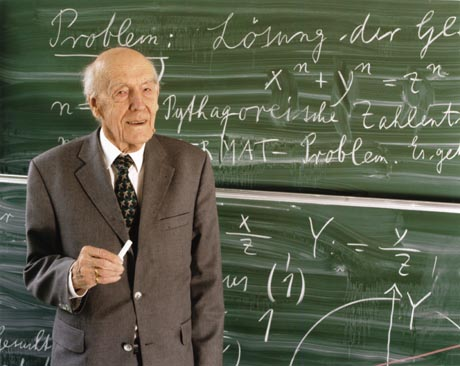
Hanfried Lenz

Hanfried Lenz (* 22. April 1916 in München; † 1. Juni 2013 in Berlin) war ein deutscher Mathematiker, Hochschullehrer und Autor.

## Studium und Kriegsdienst
Lenz wurde als Sohn des Humangenetikers und Rassenhygienikers Fritz Lenz geboren. Nach dem Abitur und der Teilnahme am Reichsarbeitsdienst begann er das Studium der Mathematik und Physik an der Eberhard-Karls-Universität Tübingen. Er wurde hier Mitglied im Verein Deutscher Studenten und unterbrach das Studium in den Jahren 1935 bis 1937 zur Ableistung des Wehrdienstes. Danach führte er sein Studium zunächst an der Ludwig-Maximilians-Universität München, an der Friedrich-Wilhelms-Universität zu Berlin und schließlich an der Universität Leipzig fort. Im Sommer 1939 wurde er als Soldat eingezogen und diente nach Ausbruch des Zweiten Weltkrieges an der Westfront. Im Frühjahr 1941 bestand er während eines Heimaturlaubes in Leipzig das Staatsexamen für das höhere Lehramt. In der Folge nahm Lenz am Krieg in der Sowjetunion teil. 
Lenz’ Bruder ist der Humangenetiker Widukind Lenz.
Schon in der Schulzeit schwärmte er für Hitler und erkannte seinen Irrtum nach eigener Einschätzung erst spät, zum Teil durch die von Deutschen in Osteuropa verübten Verbrechen, die trotz Geheimhaltungsversuchen bekannt wurden, insbesondere die Deportationen der Juden, von denen er durch seinen Vater erfuhr. Eine Gelbsuchterkrankung während eines Urlaubs führte dazu, dass Lenz in die Heimat zurückkehrte. Dort heiratete er 1943 Helene Ranke (1920–1994). Aus dieser Ehe stammen vier Kinder, die Richterin Inge Lenz, der Ingenieur Erich Lenz, die Soziologin Ilse Lenz und der Jurist Karl-Friedrich Lenz. Von 1943 bis 1945 arbeitete er im Hochfrequenzlabor der Physikalisch-technischen Reichsanstalt in Berlin und dann in Zeulenroda. Hier widmete er sich in untergeordneter Stellung der Entwicklung der „kriegswichtigen“ Radar-Technologie.
Seine Promotion erfolgte 1952 bei Josef Lense an der Technischen Universität München.

## Politisches Engagement und Professur
Bei Kriegsende führte ihn sein Weg über Heidelberg zunächst nach Hannover und dann nach München. In seinem Entnazifizierungsverfahren wurde er als „Mitläufer“ eingestuft. In München schloss er zunächst seine Ausbildung ab und war dann ein gutes Jahr als Mathematik- und Physiklehrer an der Klenze-Oberrealschule tätig. Ab 1949 holte ihn Professor Frank Löbell als wissenschaftlichen Assistenten an den Lehrstuhl für Geometrie der TH München. 1951 folgte die Promotion bei Josef Lense und 1953 die Habilitation. 
Lenz begann auch politisch aktiv zu werden und trat aus Protest gegen die Wiederbewaffnungspläne 1953 in die Gesamtdeutsche Volkspartei von Gustav Heinemann ein, lehnte aber eine Kandidatur für den Bundestag ab. 1954 wechselte er zur SPD. 1956 gehörte er zu den Gründungs-Herausgebern der Blätter für deutsche und internationale Politik. Unterdessen war er weiter als Privatdozent tätig und wurde 1959 außerplanmäßiger Professor an der TH München. Im akademischen Jahr 1967/68 war er Gastprofessor an der Ohio State University in Columbus, Ohio, USA.
In der Folge bekam er einen Ruf nach West-Berlin, wo er 1969 ordentlicher Professor an der Freien Universität wurde. In seinen dortigen ersten Jahren war er stark in Anspruch genommen durch die akademische Selbstverwaltung und die Hochschulpolitik, insbesondere im Fachbereichsrat als Vorsitzender und im Akademischen Senat, so dass ihm wenig Zeit zur Forschung blieb (vgl. die Liste seiner Arbeiten am Ende seiner Autobiographie, s. unten). Er erlebte dort die zum Teil radikalen Forderungen der 68er-Studenten, die häufig seine Vorlesungen störten, und übernahm als Reaktion zunehmend konservative Ansichten.
1972 wechselte er von der SPD zur CDU. Die Emeritierung erfolgte gegen seinen Willen 1981, wurde auf seinen Einspruch jedoch rückgängig gemacht und geschah zum zweiten Mal 1984. Kleine Vorlesungen hielt er noch bis 2004. Ab seinem 60. Geburtstag veranstaltete der Fachbereich Mathematik der Freien Universität alle fünf Jahre ein Festkolloquium.

## Leistungen als Mathematiker
Lenz ist vor allem bekannt durch seine Klassifikation projektiver Ebenen, die später von Adriano Barlotti wesentlich erweitert wurde. Außerdem zeigte er 1954 auf, wie man affine Räume auch axiomatisch definieren kann, ohne auf projektive Räume oder Vektorräume zurückzugreifen. Dieses Resultat wird inzwischen auch als Satz von Lenz bezeichnet. In den späteren Jahren widmete er sich neben der Geometrie vor allem der Kombinatorik. Hier war er neben seinem ehemaligen Doktoranden Dieter Jungnickel und seinem jüngeren Kollegen Thomas Beth (* 1949; † 2005) Koautor des Buches „Design Theory“, das 1987 erschien (2. erweiterte Auflage 1999).
Vorher schrieb er eine Reihe weiterer mathematischer Werke: 1954 wurde er mit der Schrift „Zur Begründung der analytischen Geometrie“ habilitiert. Es folgten die Bücher „Grundlagen der Elementarmathematik“ (1961), „Vorlesungen über projektive Geometrie“ (1965) und „Nichteuklidische Geometrie“ (1967). Für seine Leistungen wurde Hanfried Lenz 1995 mit der vom Institute of Combinatorics and its Applications verliehenen Euler-Medaille ausgezeichnet.
Seit 1991 war er Ehrendoktor der Technischen Universität München.
Seine Autobiographie „Mehr Glück als Verstand“ enthält eine Liste seiner Veröffentlichungen.

## Schriften
- Grundlagen der Elementarmathematik (= Hochschulbücher für Mathematik. Bd. 52). Deutscher Verlag der Wissenschaften, Berlin 1961. 3. Auflage: Hanser 1976.
- Vorlesungen über projektive Geometrie. Geest und Portig, Leipzig 1965.
- Nichteuklidische Geometrie. BI Hochschultaschenbuch 1967.
- mit Thomas Beth, Dieter Jungnickel: Design Theory. Bibliographisches Institut, Mannheim 1985.
- Kleiner Desarguescher Satz und Dualität in projektiven Ebenen. Jahresbericht DMV 1954. Lenz-Barlotti Klassifikation (online).
- Über die Einführung einer absoluten Polarität in die projektive und affine Geometrie des Raumes. In: Mathematische Annalen. Band 128. 1954, S. 363 (online).
- Zur Definition der Flächen zweiter Ordnung. In: Mathematische Annalen. Band 131. 1956, S. 385. (online).
- Halbdrehungen im Raum. In: Mathematische Zeitschrift. Band 78. 1962, S. 410 (online).
- Zur Axiomatik der ebenen euklidischen Geometrie. Elemente der Mathematik. Band 22. 1966 (online).
- Mehr Glück als Verstand. Eigenverlag (Books on Demand), München 2002, ISBN 3-8311-3618-1.